# Китайские дисковые скаты
Китайские дисковые скаты, или платирины (лат. Platyrhina) — род хрящевых рыб из семейства платириновых отряда хвостоколообразных. Это скаты, ведущие донный образ жизни, с крупными, уплощёнными грудными и брюшными плавниками в форме сердцевидного диска, длинным хвостом и двумя спинными плавниками. На спине имеется ряд крупных колючек. Шипы у основания хвоста отсутствуют. Обитают в тёплых умеренных, субтропических и тропических водах западной части Тихого океана. Встречаются как на прибрежном мелководье, так и на глубине до 60 м. Максимальная зарегистрированная длина 68 см. Китайские дисковые скаты размножаются яйцеживорождением, эмбрионы изначально питаются желтком. Рацион состоит из червей, ракообразных и моллюсков.

## Описание
У китайских дисковых скатов грудные плавники образуют диск в форме сердца. Рыло притуплённое. Длинный хвост напоминает хвост акул, он слегка приплюснут, имеются боковые гребни. Имеются два крупных и закруглённых спинных плавника. Хвост оканчивается хвостовым плавником лишённым нижней лопасти. Зубы выстроены плотными рядами, образующими подобие тёрки, способной раскрошить панцирь жертвы. Кожа покрыта крошечными чешуйками. Внутри щёчно-глоточной полости также имеется несколько рядов зубцов.
Китайских дисковых скатов и тихоокеанских дисковых скатов можно отличить от рохлевых скатов по форме этих зубцов. Вдоль хребта, над глазами и перпендикулярно хребту в центральной части диска расположены крупные колючки. В отличие от тихоокеанских дисковых скатов у китайских дисковых скатов имеется дополнительный латеральный ряд колючек по обе стороны хвоста, а ростральные шипы отсутствуют.

## Классификация
В роде три вида:
- Platyrhina hyugaensis Iwatsuki, Miyamoto & Nakaya, 2011
- Platyrhina sinensis Bloch & J. G. Schneider, 1801 — Китайский дисковый скат, или платирина
- Platyrhina tangi Iwatsuki, J. Zhang & Nakaya, 2011

## Взаимодействие с человеком
Эти скаты не представляют интереса для коммерческого рыболовства. Иногда они попадаются в качестве прилова при коммерческом промысле. Они не опасны для человека, однако, при обращении с ними надо соблюдать осторожность из-за острых колючек.